# 恒石基業
中國恒石基業有限公司，簡稱中國恒石基業和恒石基業（英語：CHINA HENGSHI FOUNDATION COMPANY LIMITED，港交所除牌前：1197.HK），在2000年，於浙江嘉興市（總部）成立「桐鄉恒石纖維基業有限公司」（「浙江恒石纖維基業有限公司」前身）。
業務主要在全球經營研發、生產和銷售各類玻璃纖維產品，主席為張毓強，為巨石集团有限公司董事會董事長。
股份在2015年12月21日於港交所主板上市。全球招股價為2.6港元，發行股數為2.5億股，集資額為6.5億港元，而合1000萬美元，則是由引入中國建材的全資附屬公司CBMH作基礎投資者。
2019年4月1日，恒石基業被振石集團（香港）和石複合材料有限公司，以每股2.50港元私有化，涉資金額為5.137億港元，原因交投有限，成本大增；私有化通過，撤銷上市為2019年7月4日。

## 外部連結
- chinahengshi.com.cn